# Hammenhög
Hammenhög est une localité de Suède dans la commune de Simrishamn en Scanie.
Sa population était de 921 habitants en 2019.